# New York Brickley Giants

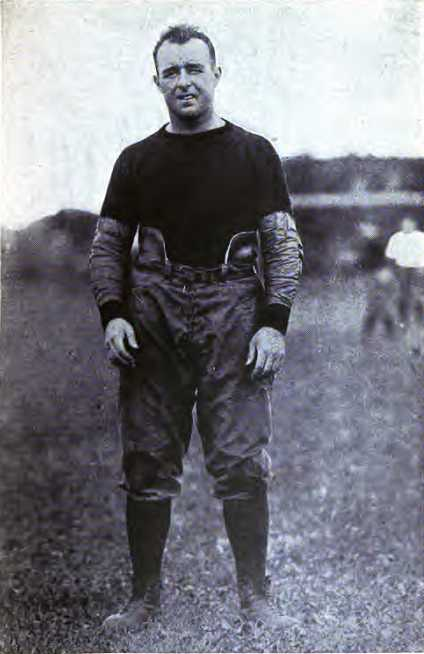
Fotografía del jugador y entrenador de fútbol americano Charles E. Brickley de Daly, Charles Dudley (1921)

New York Giants (informalmente conocido como Brickley's Giants y Brickley's New York Giants) fue un equipo de Fútbol Americano cque jugó en jugó en la American Professional Football Association (actual National Football League) cuya temporada solo fue en 1921. El equipo también ha sido denominado los Brooklyn Giants y Brickley's Brooklyn Giant`s. Brickley's Giants fue uno de los primeros 17 equipos de fútbol profesional en representar a la ciudad de Nueva York, en un momento u otro. El equipo fue fundado en 1919 por Charles Brickley, que recibió honores de All-America mientras estaba en Harvard. Brickley's Giants jugó dos partidos en su única temporada, perdiendo ante Buffalo All-Americans, 55-0, y Cleveland Indians, 17-0. Fue la segunda franquicia de vida más corta en la historia de la NFL, solo por detrás de Tonawanda Kardex , quien jugó sólo un partido en la misma temporada de 1921.

## Temporada
| Año  | V | D | E | Resultado | Entrenador       |
| ---- | - | - | - | --------- | ---------------- |
| 1921 | 6 | 2 | 7 | 18.º      | Charles Brickley |